# معراب
معراب (به عربی: معراب) یک منطقهٔ مسکونی در لبنان است که در شهرستان کسروان واقع شده‌است.